# Fiestas de San Antón de Jaén
Las Fiestas de San Antón es una festividad que tiene lugar en Jaén (Andalucía, España), la noche del 16 al 17 de enero, en la víspera de la festividad de San Antón. Es Fiesta de Interés Turístico Nacional desde 2019.
Desde 1984, se lleva a cabo la Carrera Urbana Internacional Noche de San Antón que acompaña las tradicionales hogueras de la ciudad.

## Historia
Las celebraciones en honor a san Antonio Abad se llevan a cabo en la ciudad de Jaén desde el siglo XIII. Debido a la influencia de la devoción que existe al santo Europa central. En esa época, muchos habitantes llegaron al sur gracias a la Reconquista de la península. Las crónicas indican que los ballesteros que defendían la ciudad de los ataques árabes, disponían de una capilla dedicada al santo en la catedral. Desde la víspera de su fiesta encendían en la misma cuatro antorchas con las que homenajeaban a su patrón.
En el siglo XV, el alcaide de la ciudad Miguel Lucas de Iranzo, condestable de Castilla y valido del rey Enrique IV de Castilla impulsó la fiesta religiosa. Esta fiesta se consolidó en la ciudad en el siglo XIX gracias a los agricultores y ganaderos que tomaron la costumbre de quemar durante las mismas los restos de las podas invernales.
Suele marcar el fin de las fiestas navideñas y se ve representado por el dicho popular "hasta San Antón, fiestas son".

## Lumbres de San Antón
En la ciudad se encienden decenas de lumbres, sobre las que se coloca un muñeco realizado con ropa vieja, paja y serrín, además de petardos que explotan con el fuego. Alrededor de las hogueras los vecinos cantan melenchones y comen rosetas, calabaza asada, morcilla, chorizo y vino de la tierra. Algunos aprovechan la ocasión para lucir los trajes regionales de Jaén, la pastira y el chirri.
Las hogueras están íntimamente relacionadas con el cultivo del olivo y la poda del mismo tras la recolección de la aceituna. Siendo los restos de poda el material fundamental de las hogueras. Antiguamente, se añadían los capachos de esparto que quedaban inservibles tras prensar la aceituna para extraer el aceite de oliva, siendo estos un excelente combustible para las lumbres. En otros tiempos, las lumbres tenían connotaciones mágicas. Con ellas, se ahuyentaban enfermedades y plagas.

Día es de San Antón,

ese Santo señalado,

cuando salen de Jaén

cuatrocientos hidalgos;

y de Úbeda y Baeza

se salían otros tantos.
 Extraído del romance De la prisión del obispo don Gonzalo.

El completo texto de este romance, pero en forma modificada, se puede leer en Wikisource: Romances anónimos, Romance del Obispo don Gonzalo.

## Carrera Urbana Internacional Noche de San Antón
Es una carrera urbana que se celebra desde 1984 en el marco de las fiestas de san Antón. La carrera es popular y cuenta con la participación de atletas de primer nivel mundial. El recorrido esta decorado por la iluminación navideña. Mientras que el público anima con antorchas, dada la relación de la celebración con el fuego.